# Marvin Vettori
Marvin Vettori  né le 20 septembre 1993 est un pratiquant italien d'arts martiaux mixtes. Il combat actuellement dans la division des poids moyens de l'Ultimate Fighting Championship (UFC) Professionnel depuis 2012, Vettori est un ancien champion des poids welters du Venator FC. En date du 22 octobre 2024, il est n°6 dans le classement des poids moyens de l'UFC.

## Biographie
Aîné d'une fratrie de trois enfants, Vettori est né à Trente, en Italie. Il s'est intéressé aux arts martiaux dès son plus jeune âge et a commencé à pratiquer le kickboxing, son premier véritable art martial, vers l'âge de 13 ans. Il a été inspiré pour s'entraîner aux arts martiaux mixtes après avoir regardé à la télévision, à l'âge de 16 ans, des combattants tels que Fedor Emelianenko dans l'émission PRIDE.
Lorsqu'il a commencé à s'entraîner au MMA en Italie, Vettori s'est rendu dans six gymnases différents pour acquérir toutes les compétences et l'entraînement dont il avait besoin, car en Italie, à l'époque, le sport était encore en pleine croissance et il était difficile de trouver un gymnase de MMA digne de ce nom. En 2012, il a déménagé à Londres pendant deux ans pour s'entraîner au MMA, puis aux États-Unis pour s'entraîner à la salle "Kings MMA".

## Carrière en arts martiaux mixtes

### Début de carrière
Vettori a combattu dans le circuit européen et a accumulé un record de 10-2 avant de rejoindre l'UFC.

### Ultimate Fighting Championship (UFC)

#### 2016
Vettori a fait ses débuts à l'UFC le 20 août 2016 à l'UFC 202 contre Alberto Emilliano Pereira, qu'il a vaincu par étranglement au premier round.
Vettori a ensuite affronté Antônio Carlos Júnior à l'UFC 207 le 30 décembre 2016. Le combat a duré trois rounds et Vettori a perdu par décision unanime, avec des scores de 29-28 sur l'ensemble du tableau.

#### 2017
Vettori a affronté Vitor Miranda le 25 juin 2017 à l'UFC Fight Night : Chiesa vs. Lee. Il a remporté le combat par décision unanime.
Vettori a affronté Omari Akhmedov le 30 décembre à l'UFC 219. Le combat, très disputé, s'est terminé par un match nul majoritaire. L'un des juges a accordé un score de 29-28 à Vettori, et les autres ont considéré que le match était nul 28-28. Akhmedov a remporté les deux premiers rounds, mais Vettori a dominé le troisième round 10-8.

#### 2018
Le prochain combat de Vettori a eu lieu le 14 avril 2018 contre le futur champion Israel Adesanya à l'UFC on Fox 29. Il a perdu le combat par décision partagée, deux juges notant le combat 29-28 pour Adesanya, et le troisième le jugeant 29-28 pour Vettori.

#### 2019
Le 23 avril 2019, il a été rapporté que Vettori a été suspendu pour 6 mois car il a été contrôlé positif à l'ostarine, un modulateur sélectif des récepteurs androgéniques, lors d'un test hors compétition effectué le 24 août 2018. L'Agence antidopage des États-Unis a déterminé que le test positif était le résultat d'un complément alimentaire contaminé et n'a trouvé aucune preuve d'utilisation intentionnelle de la substance interdite. Il est redevenu éligible pour combattre le 24 février 2019.
Vettori a affronté Cezar Ferreira le 13 juillet 2019 à l'UFC Fight Night 155. Il a remporté le combat par décision unanime.
Après le combat avec Ferreira, Vettori a signé un nouveau contrat avec l'UFC et devait affronter Andrew Sanchez le 14 septembre 2019 à l'UFC Fight Night 158, remplaçant David Branch blessé. Cependant, il a été rapporté que Sanchez a été contraint de se retirer de l'événement en raison d'une infection oculaire, ce qui a entraîné l'annulation du combat. Le combat est resté intact et a finalement eu lieu un mois plus tard à l'UFC Fight Night 161. Vettori a remporté le combat par décision unanime.

#### 2020
Vettori devait affronter Darren Stewart le 21 mars 2020 lors de l'UFC Fight Night : Woodley vs. Edwards. Cependant, en raison de la pandémie de COVID-19, l'événement a été annulé. Vettori devait alors rencontrer Karl Roberson le 25 avril 2020. Cependant, le 9 avril, Dana White a annoncé que cet événement était reporté. Le combat devait alors avoir lieu le 13 mai 2020 lors de l'UFC Fight Night : Smith vs. Teixeira. Cependant, Roberson a été retiré du combat en raison d'une rhabdomyolyse.
Les deux hommes se sont retrouvés le 13 juin 2020 à l'occasion de l'UFC on ESPN : Eye vs. Calvillo. Lors des pesées du 12 juin, Roberson a manqué le poids, cette fois à 190,5 livres, soit 4,5 livres de plus que la limite des poids moyens sans titre. Le combat s'est déroulé en tant que poids de rattrapage et Roberson a été condamné à une amende de 30% de sa bourse. Vettori a remporté le combat par soumission au premier round. Cette victoire lui a valu le prix de la performance de la nuit.
Vettori a affronté Jack Hermansson le 5 décembre 2020 à l'UFC on ESPN 19, après que l'adversaire initial de Hermannson, Kevin Holland, ait été contrôlé positif au COVID-19. Il a remporté le combat par décision unanime. Ce combat lui a valu le titre de "Fight of the Night" (combat de la nuit).

#### 2021
Vettori devait affronter Darren Till le 10 avril 2021 lors de l'UFC on ABC 2. Cependant, le 30 mars, Darren Till a annoncé qu'il se retirait du combat en raison d'une fracture de la clavicule. Till a été remplacé par Kevin Holland. Vettori a remporté le combat contre Holland par décision unanime, après l'avoir dominé au sol pendant la majeure partie du combat.
Un nouveau combat entre Vettori et Israel Adesanya pour le championnat des poids moyens de l'UFC a eu lieu le 12 juin 2021, en tête d'affiche de l'UFC 263. Vettori a perdu le combat par décision unanime.
Vettori a affronté Paulo Costa dans un combat de poids lourds légers, après que Costa n'ait pas pu devenir poids moyen la semaine du combat, le 23 octobre 2021 à l'UFC Fight Night 196. Vettori a remporté le combat par décision unanime. Cette victoire lui a valu le prix de la performance de la nuit.

#### 2022
Vettori devait affronter l'ancien champion des poids moyens Robert Whittaker le 11 juin 2022 à l'UFC 275. Cependant, Whittaker s'est retiré pour des raisons inconnues. Le combat a été reprogrammé à l'UFC Fight Night 209 le 3 septembre 2022. Vettori perd le combat par décision unanime.

#### 2023
Vettori affronte Roman Dolidze le 18 mars 2023 à l'UFC 286 et remporte le combat par décision unanime.

## Palmarès en arts martiaux mixtes
| 26 combats     | 19 victoires | 6 défaites |
| Par KO         | 2            | 0          |
| Par soumission | 9            | 0          |
| Sur décision   | 8            | 6          |
| Égalités       | 1            | 1          |

.